# San Diego Film Critics Society Awards 2000
I premi del 5° San Diego Film Critics Society Awards sono stati annunciati il 20 dicembre 2000.

## Premi e nomination

### Miglior attore
Russell Crowe – Il gladiatore
- Mark Ruffalo – Conta su di me

### Miglior attrice
Laura Linney – Conta su di me ex aequo Julia Roberts – Erin Brockovich - Forte come la verità
- Renée Zellweger – Betty Love

### Miglior fotografia
John Mathieson - Il gladiatore (Gladiator)
- Peter Pau - La tigre e il dragone (Wòhǔ Cánglóng)

### Miglior regista
Cameron Crowe – Quasi famosi

### Miglior film
Quasi famosi

### Miglior film in lingua straniera
Il colore del paradiso (Rang-e khoda), regia di Majid Majidi  • Iran
- La tigre e il dragone (Wòhǔ Cánglóng), regia di Ang Lee • Taiwan / Hong Kong / Cina / USA

### Migliore sceneggiatura originale
Quasi famosi – Cameron Crowe
- L'ombra del vampiro – Steven Katz

### Migliore adattamento della sceneggiatura
Chocolat – Robert Nelson Jacobs
- Passione ribelle – Ted Tally

### Miglior attore non protagonista
Benicio del Toro – Traffic
- Willem Dafoe – L'ombra del vampiro

### Migliore attrice non protagonista
Frances McDormand – Quasi famosi
- Judi Dench – Chocolat

### Premio speciale
Joaquin Phoenix (come attore dell'anno per i film The Yards, Quills - La penna dello scandalo e Il gladiatore)